# Pagodan
Pagodan ist Kohlenwasserstoff mit der Summenformel C20H20, dessen Kohlenstoffgerüst an eine Pagode erinnert, wovon sich der Name ableitet. Es ist eine polycyclische Verbindung mit der Punktgruppe D2h. Bei der Substanz handelt es sich um eine hochkristalline Verbindung, die bei 243 °C schmilzt und die kaum löslich in den meisten organischen Lösungsmitteln und auch in Benzol und Chloroform nur moderat löslich ist. Bei niedrigem Druck lässt sie sich sublimieren.

## Synthese und Struktur
Erstmals synthetisiert wurde die Verbindung 1987 von Horst Prinzbach und seinen Mitarbeitern ausgehend von Isodrin 1 in einer 14-stufigen Synthese. Im Verlauf der Synthese isolierten sie außerdem [2.2.1.1]Pagodan (C22H24) 12 und verschiedene Derivate.
Die gesamte Synthese kann folgendermaßen zusammengefasst werden:
Die hier gezeigte Synthese kann zu 14 Eintopfreaktionen zusammengefasst werden, die eine Gesamtausbeute von 24 % bieten. Allerdings erfordert das den Nutzen von Tetrachlorothiophendioxid anstatt von Tetrachlorodimethoxycyclopentadien in zwei frühen Schritten. Während weniger Stufen und eine höhere Ausbeute auf den ersten Blick attraktiv wirken, wurde dieser Ansatz allerdings aufgrund der hohen Kosten und der limitierten Verfügbarkeit des Dioxids aufgegeben.

## Derivate
Prinzbach merkte an, dass der kurze Name Pagodan einfacher verständlich ist als der der Baeyer/IUPAC und den Chemical Abstracts entsprechenden Nomenklatur, Undecacyclo[9.9.0.01,5.02,12.02,18.03,7.06,10.08,12.011,15.013,17.016,20]icosan. In der Folge wird der Name Pagodan weiterhin für eine Klasse an Verbindungen genutzt, deren Gerüst sich aus demselben Käfig der zentralen 16 Kohlenstoffatome zusammensetzt. Jede dieser Verbindungen kann als Resultat des Verbindens der acht Atome jeder Käfigseite mittels vier Alkylketten zu Paaren aufgefasst werden. Die grundsätzliche Bezeichnung  der resultierenden Verbindungen lautet [m.n.p.q]Pagodane, wobei m, n, p und q der Anzahl der Kohlenstoffatome dieser Ketten entsprechen. Die generelle Summenformel beträgt C16+sH12+2s, wobei s der Summe ausm, n, p und q entspricht.  Dementsprechend lautet der Name der Standardverbindung C20H20, die durch vier Methylengruppen (m=n=p=q=1) verbrückt ist, [1.1.1.1]Pagodan.
Im Kohlenstoffgerüst können weiterhin mehrere propellanartige Fragmente gefunden werden.
Es wurden mehrere Derivate von Pagodan synthetisiert, zum Beispiel das Diketon C20H16O2 (Schmelzpunkt über 322 °C).
Sowohl [1.1.1.1]Pagodan als auch [2.2.1.1]Pagodan bilden in SbF5/SO2ClF divalente Kationen. In diesen Kationen ist der Elektronenmangel auf dem zentralen Cyclobutanring lokalisiert. Diese Kationen waren damit außerdem die ersten Beispiele, an denen das Phänomen der σ-Bishomoaromatizität gezeigt werden konnte, das ausführlich von der Gruppe um Horst Prinzbach untersucht wurde.
Pagodane ist ein Isomer von Dodecahedran und kann chemisch in dieses umgewandelt werden.